# 辻井正人
辻井 正人（つじい まさと、1964年8月26日 - ）は、日本の数学者。九州大学大学院数理学研究院教授。
専門は力学系理論。エルゴード理論と呼ばれる分野を中心に研究している。

## 人物
1964年 大阪（大阪市西区）生まれ。1983年3月 大阪教育大学教育学部附属高校池田校舎卒業、同年 京都大学理学部入学。1987年3月 京都大学理学卒業、同年 京都大学大学院理学研究科に進学。1992年３月同博士課程修了、博士号を取得。龍谷大学非常勤講師、東京工業大学理学部数学科助手を経て、大阪市立大学大学院理学研究科助手、2005年 同 講師、2008年 同 准教授を経て、1996年8月 北海道大学大学院理学研究科助教授。2007年2月 九州大学大学院数理学研究院教授。力学系理論の研究、とくにエルゴード理論の研究で数々の業績をあげている。

## 職歴
- 1992年 4月 龍谷大学非常勤講師
- 1992年11月 東京工業大学理学部数学科助手
- 1996年 8月 北海道大学大学院理学研究科数学専攻助教授
- 2007年 2月 九州大学大学院数理学研究院教授

## 業績
- 微分可能力学系のエルゴード理論における関数解析的手法

## 顕彰・招待講演
- 2013年 秋季賞 日本数学会
- 2014年 ICM 2014 Seoul 招待講演者[4]
- 2019年 JMSJ論文賞 日本数学会